# Medea i Jazon

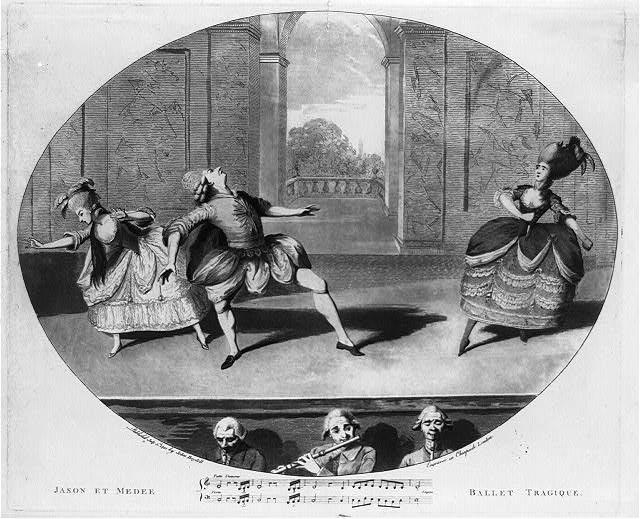
Gaetano Vestris (1729-1808) jako Jazon w Medei i Jazonie Jeana-Georges’a Noverre'a

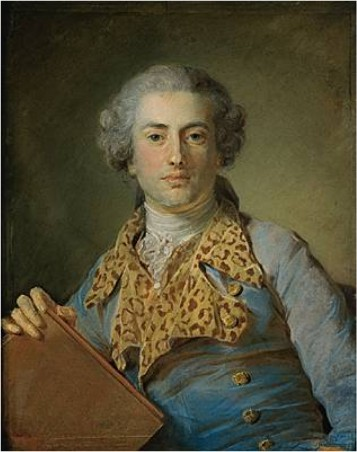
Jean-Georges Noverre (1727-1810)

Medea i Jazon (Médée et Jason, początkowo Jason et Médée) – balet tragiczno-pantomimiczny w 3 aktach, 9 scenach.
Najsłynniejszy balet narracyjny legendarnego choreografa, teoretyka i reformatora baletu Jeana-Georges’a Noverre’a. Typowy przykład jego licznych autorskich baletów z akcją (ballet d’Action, w których rozwinął on i rozpowszechnił formę baletu dramatycznego. Taniec i pantomima służyły w nich wyrażeniu realistycznej akcji oraz portretów psychologicznych, odcieni uczuć i silnych przeżyć bohaterów. Temu celowi była również podporządkowana muzyka, dekoracje, kostiumy i rozmaite efekty sceniczne. Do swego baletu Noverre wybrał starożytny mit o księciu Jazonie i słynnej czarodziejce Medei, ograniczając się głównie do epizodu zgładzenia rywalki Kreuzy.

## Twórcy baletu
- Libretto i choreografia: Jean-Georges Noverre
- Muzyka: Johann Josef Rodolphe
- Dekoracje: Giovanni Battista Innocenzo Colomba
- Kostiumy: Louis-René Boquet

## Prapremiera
- Prapremiera: 11 lutego 1763, Hoftheater, Stuttgart, z okazji urodzin księcia Karola Eugeniusza Wirtemberskiego

## W Warszawie
- Premiera polska: 8 maja 1767, choreografia Gaetano Vestris wg Jeana-Georges’a Noverre’a Operalnia Saska, Warszawa, z okazji imienin króla Stanisława Augusta.
- Druga premiera: kwiecień 1777, choreografia Leopold Frühmann wg Jeana-Georges’a Noverre’a i Gaetana Vestrisa, Teatr w Pałacu Radziwiłłowskim, Warszawa

Z tej drugiej inscenizacji zachowała się relacja prasowa w "Journal Litteraire de Varsovie" (1777, z. 1):
"Wystawiono tu balet Médée et Jason skomponowany przez słynnego Noverre'a; ale zachowano zmiany, które poczynił w nim pan Vestris, kiedy wystawiał ten balet w teatrze warszawskim. Bez wątpienia byłoby lepiej gdyby trzymano się dokładnie planu pana Noverre'a, z jego nowymi poprawkami i dodatkami, ale szczupłość teatru i mała liczba tancerzy wydawały się stać temu na przeszkodzie, pomimo że pani Valentin odtwarzała postać Medei z wielkim wyczuciem i szlachetnością. W ogólności tancerka wydaje się zasługiwać na uznanie; piękne rysy twarzy, wysoki wzrost i wrodzone wdzięki sprawiają, że będzie dobrze przyjmowana we wszystkich baletach, w których zatańczy".

## Role i wykonawcy
| Rola                                              | Prapremiera: Hoftheater, Stuttgart 1763 | Premiera polska: Operalnia Saska, 1767 | Druga warszawska premiera: Pałac Radziwiłłowski, 1777 |
| ------------------------------------------------- | --- | -------------------------------------- | ----------------------------------------------------- |
| Medea, księżniczka Kolchidy, żona Jazona          | Nancy Levier | Teresa Steffani (?)                    | Anna Maria Valentin Riva                              |
| Jazon, książę Tesalii, mąż Medei, kochanek Kreuzy | Gaetano Vestris | Gaetano Vestris                        | Leopold Frühmann                                      |
| Kreuza, księżniczka Koryntu, kochanka Jazona      | Luisa Toscani | Antonia Tonerle-Guglielmi (?)          | Eva Schinagel                                         |
| Kreon, król Koryntu, ojciec Kreuzy                | Angiolo Vestris | Marc-Antoine Missoly (?)               | Daniel Curz                                           |
| Opiekunka dzieci i powiernica Medei               | Marguerite-Louise Sauveur-Noverre |                                        |                                                       |
| Dwoje dzieci                                      | dzieci Joachima Delaître / De Laitre |                                        |                                                       |
| Księżniczka Koryntu                               | Anna Maria Salomoni |                                        |                                                       |
| Książęta Koryntu                                  | Pierre-Charles Léger i Charles Le Picq |                                        |                                                       |
| Ogień                                             | Lépi l'ainé / starszy |                                        |                                                       |
| Żelazo                                            | Joachim Delaître / De Laitre |                                        |                                                       |
| Trucizna                                          | Charles Le Picq |                                        |                                                       |
| Zemsta                                            | Luigi Balletti |                                        |                                                       |
| Nienawiść                                         | Pierre-Charles Léger |                                        |                                                       |
| Zazdrość                                          | Louis-Aimé d'Auvigny / Dauvigny |                                        |                                                       |
| Lud koryncki                                      | panowie: Louis Simonet, Valentin Riva, Jean Favier, Antoine Trancart, Antoine Pitrot, Clemente (Gardello?), Gregorio (Grisostomi?), Nicola Duponcel, Carl Philipp Rössler / Russler, Martin Levevre / Le Fèvre, Félix, Giuseppe Anelli / Annello panie: Angiola Ricci, Elisabeth Malter, Louis Blondevahl, Rose Durand, Marie Claudine Toscani, Adelaide, Rosalie, Louise Cronier, Agnès Boudet, Nanette Évrard, Marie Marcadet, Catharina Richieri |                                        |                                                       |
| Przywódcy niewolników Koryntian                   | panowie: Joachim Delaître, Giuseppe Regina panie: Antonia Guidi, Elisabetha Bittina Radicati |                                        |                                                       |
| Niewolnicy                                        | panowie: Gasparo (Gardello?), Franz Regina, Drouville, Francesco Casselli panie: Margarethe Delaître / De Laitre, Marie Dorfeuille, Antoinette Artus, Margarete Massu |                                        |                                                       |
| oraz Arcykapłan, Straż i Ofiarnicy                | |                                        |                                                       |